# 砳建築
砳建築是一座位於臺灣臺北市南港區的辦公大樓。該建築高度71.55（234.7英尺），地上18層，建築面積11,449平方（123,240平方英尺）。該建築由國際建築公司凱達環球的溫子先設計，於2017年竣工。該建築已獲得LEED金級能源標籤。

## 建築設計
砳建築位於接近基隆河畔的南港軟體園區，佔地面積約588.12坪，建築面積約3695坪（包括71個車位，約686.57坪）。該建築以蛋形的外觀設計為特色，旨在以現代方式呈現臺灣傳統文化中的圓、力、雅的特質，其設計靈感來自於基隆河中的鵝卵石。整棟建築分為大棟和小棟，並以名為「砳」的名稱命名，寓意著兩顆石頭相互磨礪、相互啟發的美好聲音，象徵著生生不息的精神。
砳建築的規劃工作始於2011年4月，施工工程則在2015年10月完成，整體結構由築遠工程顧問有限公司和大合先進工程顧問股份有限公司負責，室內設計由藤遠設計規劃，景觀設計由邱垂睿建築師事務所負責，建築施工則由建國工程和雋大工程共同執行。

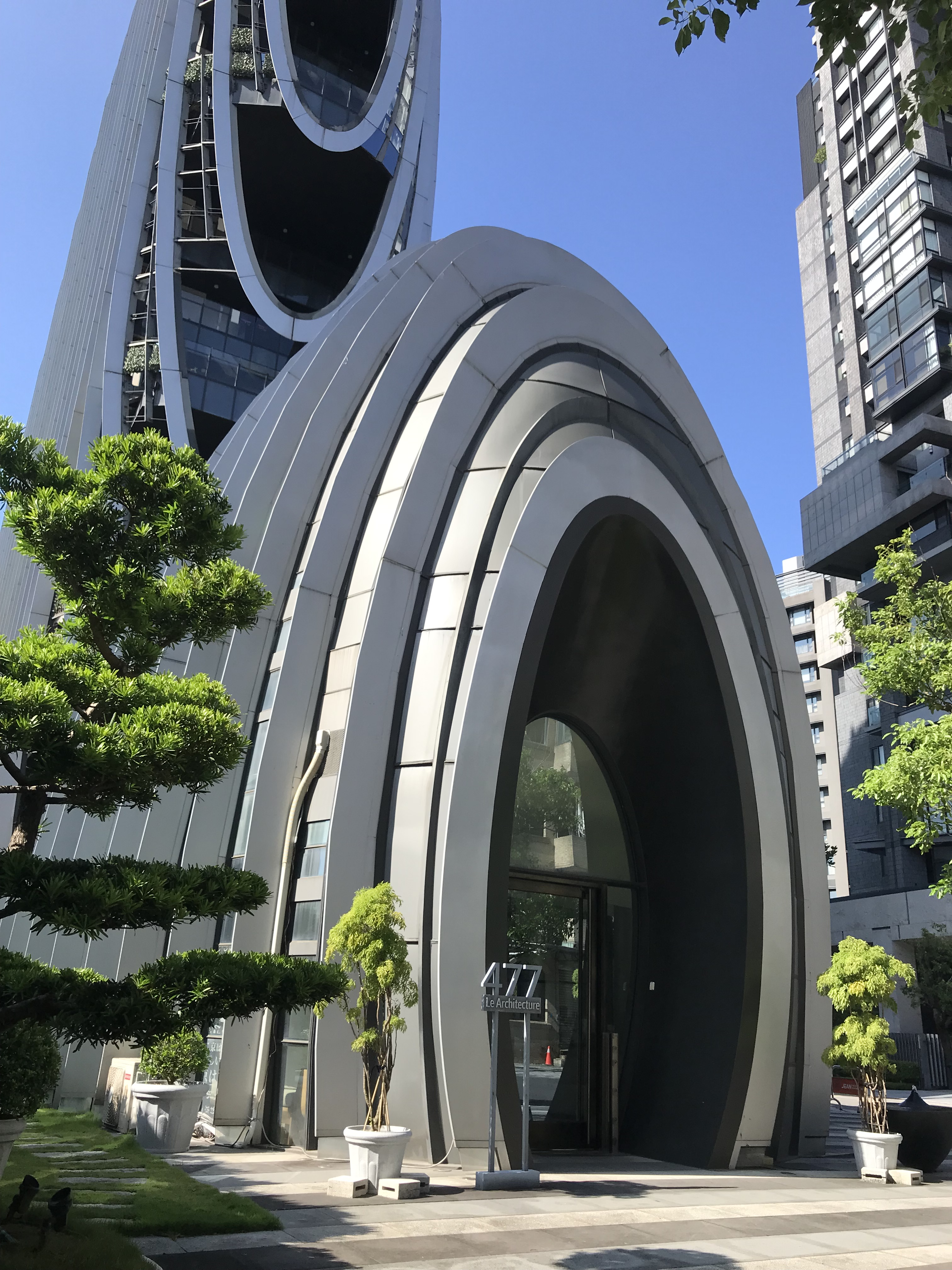
砳建築小棟

為了最大程度地減少能源需求，砳建築採用了多種可持續設計特點。例如，在建築外側的西面設置了一個長達60公尺的綠色植生牆，用於遮陽和控制建築的熱耗，以降低室內溫度。此外，還使用了垂直鋁翅片來控制透過窗戶進入的陽光，以實現室內自然光線的充足。室外種植的樹木也被規劃為建築物的空氣過濾器。
在功能上，砳建築提供辦公室、咖啡廳、烹飪間、圖書館和討論／會議室等多種設施。

## 產權
下文中提到「元」的地方一概指新臺幣。

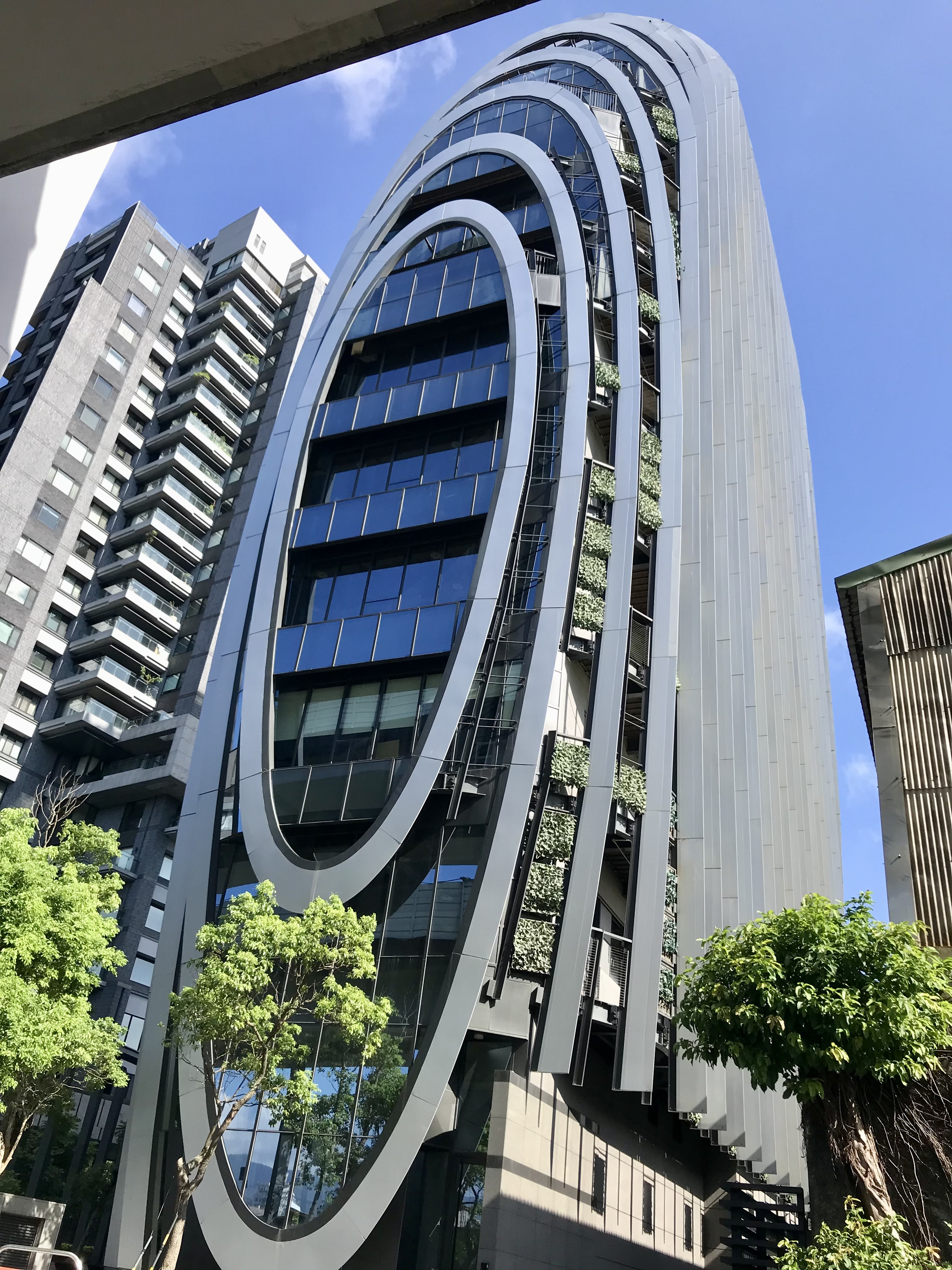
砳建築大棟後側

2019年，砳建築以每坪1,900元租金、全棟23.5億元對外分層招租或整棟求售。換算每建坪開價達70萬元，目標客層將以新創企業、生技業、科技業等為主。
根據中華民國內政部實價登錄資訊，2022年，砳建築整棟於該年2月完成交易，買方為白氏資產管理公司，而賣方則是誠意開發公司。交易價格為1.42億元，這是在扣除停車位坪數後的總價。根據換算，每坪交易價格約為58.44萬元。

## 獎項
- 2017年國際房地產大獎：國際最佳辦公室優勝獎[15]
- 2018年世界建築獎：入圍[16]
- 2018年Architizer A+獎：大眾選擇獎[17]
- 2019年CTBUH獎：100公尺以下最佳高層建築卓越獎[18]

## 另見
- 元利信義聯勤
- 陶朱隱園